# كاليثي (كسانثي)
كاليثي (Καλλιθέα) هي مدينة في كسانثي في مقاطعة فوريا إلادا في اليونان.
يبلغ عدد سكانها حوالي 1148 نسمة.